# Sínodo
Um sínodo pode ser realizado por qualquer denominação religiosa, sendo muito comum entre os cristãos. Trata-se de uma reunião convocada pela autoridade eclesiástica.

## Etimologia
A palavra sínodo tem sua origem no idioma grego — sýnodos — e quer dizer “caminhar juntos”. Em um sínodo diocesano, trata-se de uma “assembléia de eclesiásticos” e leigos “convocados pelo seu prelado ou outro superior” que se reúnem com o propósito de “caminhar juntos”, seguindo um determinado plano.

## No catolicismo
Um sínodo católico pode ser realizado em nível de diocese ou mais amplo. No primeiro caso, o sínodo diocesano é convocado pelo bispo, a autoridade máxima da diocese. Dele participam sacerdotes, diáconos, religiosos e leigos que dão a sua contribuição e opinião visando o bem da comunidade diocesana.
No último caso, pode se tratar de várias coisas:
- uma reunião nacional, convocada pela respectiva conferência episcopal, ou uma reunião regional de bispos, convocada pelo Papa para uma determinada região ou continente.
- uma reunião magna de todos os bispos e prelados de uma determinada Igreja oriental sui iuris, que, com o seu líder (ex: Patriarca, Arcebispo Maior, Metropolita), constitui a instância suprema para todos os assuntos desta Igreja, não excluído o direito de constituir novas eparquias, de definir normas e leis eclesiásticas (ou canónicas) inter-diocesanas e de nomear os seus prelados, incluindo o seu líder, que depois é reconhecido pelo Papa. Porém, todas as decisões do Sínodo, que tem fortes semelhanças com os sínodos realizados nas Igrejas ortodoxas bizantinas e |orientais, podem ser alvo de intervenção e correcção do Papa, que exerce o papel de guarda da unidade da Igreja Católica Universal. É de ressalvar que nem todas as Igrejas orientais católicas têm sínodos. O Patriarca melquita Gregório III Laham, nunca pondo em causa a primazia papal, fornece uma ideia geral sobre o papel do Sínodo nas Igrejas orientais:

"É incorreto considerar o Sínodo Patriarcal como sendo uma simples Conferência Episcopal, pois é um organismo totalmente distinto. O Sínodo Patriarcal é a autoridade suprema da Igreja Oriental. Pode criar leis, eleger bispos e patriarcas e resolver suas próprias disputas… A instituição patriarcal é uma entidade específica da eclesiologia oriental. Com todo respeito ao Ministério Petrino, o Ministério Patriarcal tem a mesma validade, é 'servatis servandis' da eclesiologia oriental. Se a eclesiologia romana não levar isso em consideração, o diálogo ecuménico não verá nenhuma forma de progresso. Além do mais, o Ministério Patriarcal não é uma criação romana, não é um fruto de privilégios concedidos por Roma. Tal conceito somente pode danificar qualquer acordo com a Ortodoxia".
- uma reunião universal, periódica e consultiva de bispos da Igreja Católica (incluindo os das igrejas orientais católicas), convocada pelo Papa, com o objectivo de reflectir, discutir e aconselhar o Papa sobre diversos assuntos, nomeadamente as políticas e orientações directivas gerais da Igreja. Neste conselho, não estão todos os bispos do mundo inteiro, mas apenas os representantes episcopais eleitos pelas suas respectivas conferências episcopais. Esta reunião, ao contrário dos sínodos orientais, normalmente não produz nenhum decreto ou resolução de força (salvo expresso desejo do Papa de tal acontecer). Também não formula novas doutrinas e crenças, algo que os concílios ecuménicos, unidos com o Papa, fazem. Este organismo consultivo, chamado de Sínodo dos Bispos, foi criado pelo Concílio Vaticano II (1962-1965).

Apesar de os sínodos serem parecidos com os concílios, eles são de natureza diferente e  são convocados em contextos muito diferentes. Nos primeiros séculos do cristianismo, os sínodos eram sinónimos de concílios regionais ou provinciais.

## No protestantismo
Na Igreja Presbiteriana do Brasil, o Sínodo faz parte de sua organização interna. Este é composto por três ou mais Presbitérios duma determinada região. Entre 1888 e 1910, o Sínodo do Brasil correspondia a todas as igrejas federadas à Igreja Presbiteriana do Brasil. Somente em 1907, o Sínodo do Brasil foi subdividido em Sínodo do Norte (sede em Salvador) e Sínodo do Sul (sede em Campinas). Segundo a Constituição da Igreja Presbiteriana do Brasil, especialmente no art. 91, "o Sínodo é uma assembleia de ministros e presbíteros que representam presbitérios de uma região determinada pelo Supremo Concílio".
Juntamente com o Conselho (local) da Igreja, o Presbitério e o Supremo Concílio (órgão máximo da IPB), o Sínodo é considerado, ainda de acordo com a Constituição da IPB, um concílio e, como tal, tem atribuições de, dentro de sua jurisdição, isto é, nos Presbitérios que compõem-no, tratarem do governo e da disciplina.
A Mesa do Sínodo, tal qual a do Presbitério e do Supremo Concílio, é composta por um Presidente, Vice-Presidente, Secretário Executivo, Secretários Temporários e Tesoureiro. Reúnem-se, ordinariamente, em anos ímpares (bienal). Podem nomear secretários para serem superintendentes de trabalhos especiais.